# استان ارماناس میرابال
استان ارماناس میرابال (به لاتین: Hermanas Mirabal Province) یک استان در جمهوری دومینیکن است.
مساحت این استان ۴۴۰٫۴۳ کیلومتر مربع و جمعیت آن در سال ۲۰۱۴ میلادی ۱۲۱٬۸۸۷ نفر می‌باشد.